# نقاش سنان بيك
نقاش سنان بيك Nakkaş Sinan Bey هو نقاش و صباغ و رسام المُنَمْنَمَة على الصور المزخرفة في المخطوطات في القرن الخامس عشر و الذي عمل لدى العثمانيين.
ارسله السلطان أحمد الأول إلى البندقية لتعلم المزيد عن الرسم و الصباغة